# Sonchus tenerrimus
Sonchus tenerrimus é uma espécie de planta com flor pertencente à família Asteraceae. 
A autoridade científica da espécie é L., tendo sido publicada em Species Plantarum 2: 794. 1753.
Os seus nomes comuns são serralha ou serralha-macia-de-folha-alongada.

## Portugal
Em termos de naturalidade é nativa de Portugal Continental e introduzida nos arquipélago dos Açores e da Madeira.

## Protecção
Não se encontra protegida por legislação portuguesa ou da Comunidade Europeia.